# Шостакович-Корецька Людмила Романівна
Людмила Романівна Шостакович-Корецька (нар. 22 жовтня 1945, м. Саратів, СРСР) — українська вчена у галузі інфекційних хвороб, педіатрії та дитячих інфекційних хвороб.

## Наукові ступені, звання
- Доктор медичних наук (1990), професор (1994);
- Заслужений діяч науки і техніки України (2021);
- член-кореспондент Міжнародної інженерної академії (2000);
- член ІSІD (member of International Society for Infectious Diseases) - Міжнародного товариства з інфекційних хвороб);
- член ІАS (member of International AIDS Society) - міжнародної Асоціації зі СНІДу для професіоналів);[1]
- член EACS (member of European AIDS Clinical Society) - Європейської Асоціації зі СНІДу для професіоналів);
- член ERS - Європейської Респіраторної Спілки;
- член Президії Громадської організації  Всеукраїнська Асоціація інфекціоністів (Ukrainian Society of Infectious Diseases Doctors) (2021);
- Голова Дніпропетровського відокремленого підрозділу Громадської організації Всеукраїнська асоціація інфекціоністів (Head of the Dnipropetrovsk separate unit of the Public Organization Ukrainian Society of Infectious Diseases Doctors) (2008).

## Відзнаки
- медаль Агапіта Печерського Всеукраїнської Асоціації інфекціоністів «За внесок у боротьбу з інфекційними хворобами» (2015)
- почесний знак Вченої ради Дніпровського державного медичного університету За відданність медицини - за багаторічний внесок в розвиток медичної освіти та охорони здоров'я громадян України (2020)

## Життєпис
Людмила Романівна Шостакович-Корецька народилась 22 жовтня 1945 року у місті Саратів (тодішнього СРСР) в сім’ї військовослужбовця. Одружена. Чоловік Георгій Володимирович Шостакович, кандидат медичних наук, відомий псіхіатр. Має сина та доньку Наталю.
У 1968 році з відзнакою закінчила педіатричний факультет Дніпровського державного медичного університету (ДДМУ) (раніше - Дніпропетровський медичний інститут) і отримала кваліфікацію лікаря-педіатра.
В період з 1968 по 1971 рік працювала лікарем-педіатром у міській дитячій клінічній лікарні №1 міста Дніпропетровська. Та потім все її професійне життя як науковця і викладачка університету було пов'язане з Alma mater - клінічний ординатор, асистент, доцент, професор. За всю історію свого існування цей заклад (Дніпровський державний медичний університет) змінював свою назву декілька разів, але укріплював свою матеріально-технічну базу, виховував людські ресурси та навчив та викохав власних професіоналів своєї справи -  викладачів, доцентів, професорів. Зараз Дніпровський державний медичний університет - це потужний навчальний заклад, який відомий у всьому світі. Це, також, є завдяки тим людським ресурсам та професіоналам, які працюють в ДДМУ.
По закінченні інтернатури, Л.Р. Шостакович-Корецька продовжила навчання в клінічній ординатурі, потім в аспірантурі за фахом «Педіатрія», по закінченню якої захистила кандидатську дисертацію  та працювала асистентом, потім доцентом кафедри педіатрії ДДМУ. 
Після захисту докторської дисертації працювала на посаді професора кафедри, а з 1994 р. очолила кафедру дитячих інфекційних хвороб. Кафедра була двічі реорганізована в кафедру факультетської педіатрії та дитячих інфекційних хвороб (1996), та в 2008 р. – об’єднана з кафедрою інфекційних хвороб ДДМУ, де по 2020 р. вона була завідувачем кафедри. З 2020 р. і донині вона є професором кафедри інфекційних хвороб ДДМУ.
У 2008 році очолила Дніпропетровський відокремлений підрозділ Громадської організації Всеукраїнська асоціація інфекціоністів. Відтоді й донині є головою Асоціації Інфекціоністів Дніпропетровської області. За її керівництвом члени підрозділу беруть участь у з'їздих інфекціоністів України, пленумах і науково-практичних конференціях як в Україні, так і за її межами.

## Наукова діяльність
У 1975 році захистила кандидатську дисертацію, у 1990 — докторську дисертацію, у 1994 — отримала вчене звання професора, у 2022 — звання Заслужений діяч науки і техніки України.
Тема кандидатської дисертації: «Роль і значення еритрону при хронічній неспецифічній пневмонії у дітей» (1975) (науковий керівник проф. О.Л. Переладова),
тема докторської дисертації: «Межсистемні відношення на різних етапах перебігу бронхіальної астми у дітей» (1990) (науковий консультант проф. І.І. Балаболкін).
Людмила Романівна Шостакович-Корецька заступник головного редактора наукового видання "Актуальна інфектологія",
член редакційної комісії наукових видань "Медичні перспективи", "Здоровье ребенка", "Клиническая инфектология и паразитология" (до 2022 року).
Вона є лікар, лікар-педіатр, лікар дитячий інфекціоніст та лікар-інфекціоніст вищої категорії. 
Як українська вчена та жінка-науковець - вона узагальнила світовий досвід з медичної науки по багатьом напрямкам інфкуційних хвороб  і розробила низку пропозицій для лікувально-профілактичних закладів й Міністерства охорони здоров'я України.

## Науковий доробок
Опублікувала серію статей з актуальних питань інфкуційних хвороб в Україні. Долучилася до складання навчальних програм з інфекційних хвороб в медичному університеті.
Професор Людмила Романівна Шостакович-Корецька — автор та співавтор понад 600 наукових і понад 100 публіцистичних і науково-популярних праць, у тому числі книжок (підручників, посібників). Має понад 10 патентів і авторських свідоцтв на винаходи. 
Професор Людмила Романівна Шостакович-Корецька — заступник головного редактора наукового видання "Актуальна інфектологія", член редакційної комісії наукових видань "Медичні перспективи", "Здоровье ребенка", "Клиническая инфектология и паразитология" (до 2022 року).
Під керівництвом Л.Р. Шостакович-Корецької підготовлені 13 кандидатів медичних наук і 3 доктори медичних наук (Маврутенков Віктор Володимирович, Литвин Катерина Юріївна, Шевченко-Макаренко Ольга Петрівна).
Її учні стали відомими лікарями, вченими, організаторами закладів охорони здоров’я, які працюють в Україні та за кордоном.

## Інші види діяльності
Професор Л.Р. Шостакович-Корецька плідне поєднує лікарську, наукову, педагогічну та громадську роботу, працюючи з 2000 по 2008 рр. деканом ІІ-го медичного факультету ДДМА, керівником обласного Фонду талановитих молодих вчених.
Л.Р. Шостакович-Корецька консультує хворих у відділеннях КНП «"Міська клінічна лікарня №21 ім. проф. Є.Г. Попкової" Дніпровської міської ради», м. Дніпро (інфекційна лікарня) та інших лікарнях міста. Під час пандемії COVID-19, вона з перших днів була на стражі здоров’я пацієнтів Дніпропетровщини. Свої професійні наробки вона втілила в клінічні настанови та протоколи лікування інфекційних хвороб, які затверджені МОЗ України.
Проф. Шостакович-Корецька Л.Р. є членом робочої групи МОЗ України по розробці протоколів по: вірусному гепатиту В, вірусному гепатиту С у дорослих та дітей, коронавірусної хвороби COVID-19.
Л.Р. Шостакович-Корецька є багатогранною освіченою людиною, яка не тільки розуміє мистецтво та музику, але і сама прекрасно малює та володіє навичками скульптури. 

## Санітарно-освітня робота серед населення
Л.Р. Шостакович-Корецька активно проводить санітарно-освітню роботу серед населення області щодо епідемічної ситуації, лікування та профілактики деяких інфекційних хвороб, з виступами на телебаченні (34 канал, 11 канал, 51 канал та ін.) та регіональних інформаційних агенствах (МОСТ - Днепр, та ін.).
З деякими телевезійними програмами та виступами можно ознайомитись на сайті кафедри інфекційних хвороб ДДМУ у розділі санітарно-освітня робота.

### Основні праці
Основні наукові та навчальні праці (самостійні або у співавторстві):
- https://orcid.org/0000-0002-3637-8457
- https://scholar.google.com.ua/citations?user=SYoFBuYAAAAJ&hl=ru
- https://www.scopus.com/authid/detail.uri?authorId=26433937500